# Slabce
Slabce (pronunție în cehă [ˈslaptsɛ]) este un oraș târg și o comună din districtul Rakovník din regiunea Boemia Centrală a Cehiei. Are o populație de aproximativ 700 de locuitori.
Principalele obiective turistice din Slabce sunt biserica Sfântul Nicolae și castelul (în prezent ambele în stil baroc).

## Diviziuni administrative
Comuna Slabce este formată din opt diviziuni administrative (populația este între paranteze conform recensământului din 2021):
- Slabce (338)
- Kostelík (33)
- Malé Slabce (11)
- Modřejovice (96)
- Nová Ves (14)
- Rousínov (106)
- Skupá (38)
- Svinařov (39)

## Etimologie
Numele său este derivat din cuvântul din ceha veche slabec (cu sensul de „slab” sau „orb”), astfel are sensul de „satul slăbănogilor”.

## Geografie
Slabce se află la aproximativ 5 kilometri (3 mi) sud de Rakovník și la 43 kilometri (27 mi) vest de capitala Praga. 
Se află în Munții Plasy. Cel mai înalt punct al comunei este dealul Hůrka, aflat la 492 metri (1.614 ft) deasupra nivelului mării.
Râul Berounka curge de-a lungul graniței comunei de sud. Aproape întreg teritoriul comunei se află în Aria Protejată Peisagistică Křivoklátsko.

## Istorie
Prima mențiune scrisă lui Slabce datează din anul 1352, când purta numea Slabecz. În 1364, Jan de Chlumek a pomenit de un soldat din Slabec (Miles de Slabec). În 1405, parohia locală a aparținut de protopopiatul de Rakovník.
În 1785 a fost fondată pe pământurile lui Václav Hildprandt o nouă așezare, numită după așezarea coloniștilor germani, Německé Slabce – Teutsch-Slabecz.
Din 29 mai 2007, Slabce a fost promovat ca oraș.

## Transporturi
Nu există căi ferate sau drumuri principale care să treacă prin comună. 
Orașul este deservit de drumul II/233 Rakovník–Slabce–Radnice–Plzeň și de drumul II/201 Kralovice–Slabce–Křivoklát–Zbečno-Unhošť. 
În 2021, liniile de autobuz 572 Rakovník–Krakovec–Slabce, Kostelík–Zvíkovec, apoi 575 Rakovník–Pavlíkov–Slabce, Kostelík–Zvíkovec și 576 Rakovník–Slabce–Skryje au circulat din oraș.

## Obiective turistice

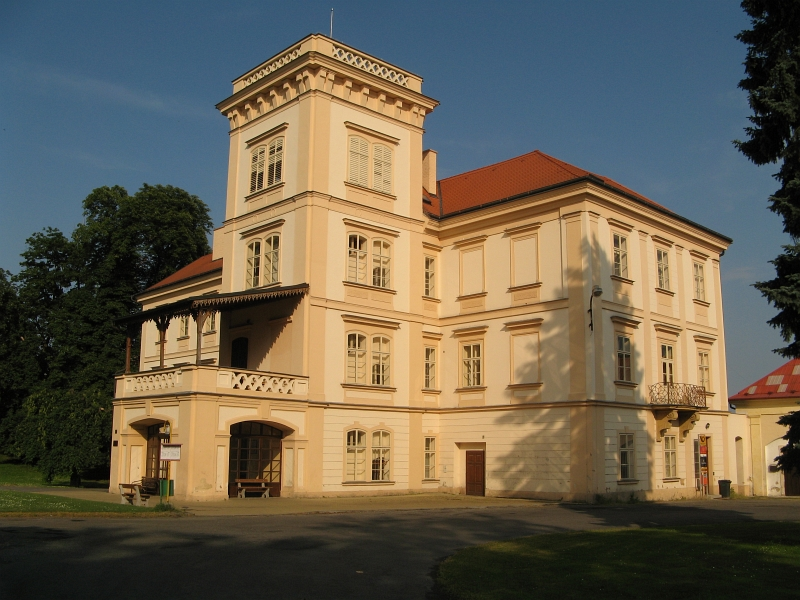
Castelul Slabce

Principalele obiective turistice ale orașului Slabce sunt biserica și castelul. Biserica „Sfântul Nicolae” a fost inițial o clădire romanică, probabil de la începutul secolului al XII-lea. La sfârșitul secolului al XVIII-lea, a fost reconstruită în stil baroc.
Castelul Slabce este un complex valoros în stil baroc. A fost ridicat la începutul secolului al XVIII-lea și reconstruit treptat în secolele al XVIII-lea și al XIX-lea. O parte a complexului castelului este un parc peisagistic cu o suprafață de 13 ha (32 acri).
Biserica „Nașterea Fecioarei Maria” se găsește în Rousínov. A fost construită în stil gotic în secolul al XIV-lea. La mijlocul secolului al XVIII-lea a fost reconstruită în forma sa actuală.

## Persoane notabile
- Karel Burian⁠(d) (1870–1924), tenor de operă